# Beuvry-la-Forêt
Beuvry-la-Forêt är en kommun i departementet Nord i regionen Hauts-de-France i norra Frankrike. Kommunen ligger i kantonen Orchies som tillhör arrondissementet Douai. År 2022 hade Beuvry-la-Forêt 2 852 invånare.

## Befolkningsutveckling
Antalet invånare i kommunen Beuvry-la-Forêt
| Referens: INSEE |